# Kaoma (Sambia)
Kaoma, früher und auf Lozi Mankoya, ist eine Marktstadt in der Western Province Sambias westlich vom Kafue-Nationalpark am Fluss Luena auf etwa 1160 Metern Höhe. Sie hat rund 34.347 Einwohner (2022) und ist von Lusaka aus über die Great West Road zu erreichen. Sie ist Sitz der Verwaltung des gleichnamigen Distrikts.

## Wirtschaft
Die Stadt ist der Markt für die Produkte des Distrikts. Inzwischen ist sie zu einem Touristenziel geworden und entwickelt sich über ihr Umland hinaus. Der Kafue-Nationalpark liegt etwas östlich in unmittelbarer Nähe.

## Infrastruktur
Kaoma hat ein Distrikt Krankenhaus und Grund- und Sekundarschulen. Es gibt zwei Tankstellen und eine ganze Reihe von Geschäften, da der Ort über Straßen leicht zu erreichen ist. Sie hat auch einen kleinen Flughafen. Kaoma ist an das nationale Stromnetz angeschlossen.

## Soziales
Im Umland halten sich noch immer 150.000 Flüchtlinge, zumeist aus Angola auf, die von UNHCR betreut werden, was beachtliche wirtschaftliche Impulse in Kaoma setzt, da diese Menschen nur in Zusammenarbeit mit der ansässigen Bevölkerung betreut werden können. Dies schafft Arbeitsplätze und viele Projekte, die vor allem Saatgut, Kunstdünger, Anbaumethoden, Viehhaltung und Schulen betreffen und Devisen nach Sambia bringen. Das hat in diesem rein landwirtschaftlichen Distrikt inzwischen viel an Entwicklung bewirkt.
Der Name Kaoma kommt in der Stadt auch als Nachname häufig vor.

## Tourismus
Jedes Jahr findet das Kazanga Festival statt, auf dem traditionelle Kostüme und Chöre präsentiert werden. Die Innenstadt bietet ein Nachtleben.

## Demografie
| Jahr | Einwohnerzahl |
| ---- | ------------- |
| 1990 | 9165          |
| 2000 | 12.363        |
| 2010 | 19.851        |
| 2022 | 34.347        |